# Piotr Biegański

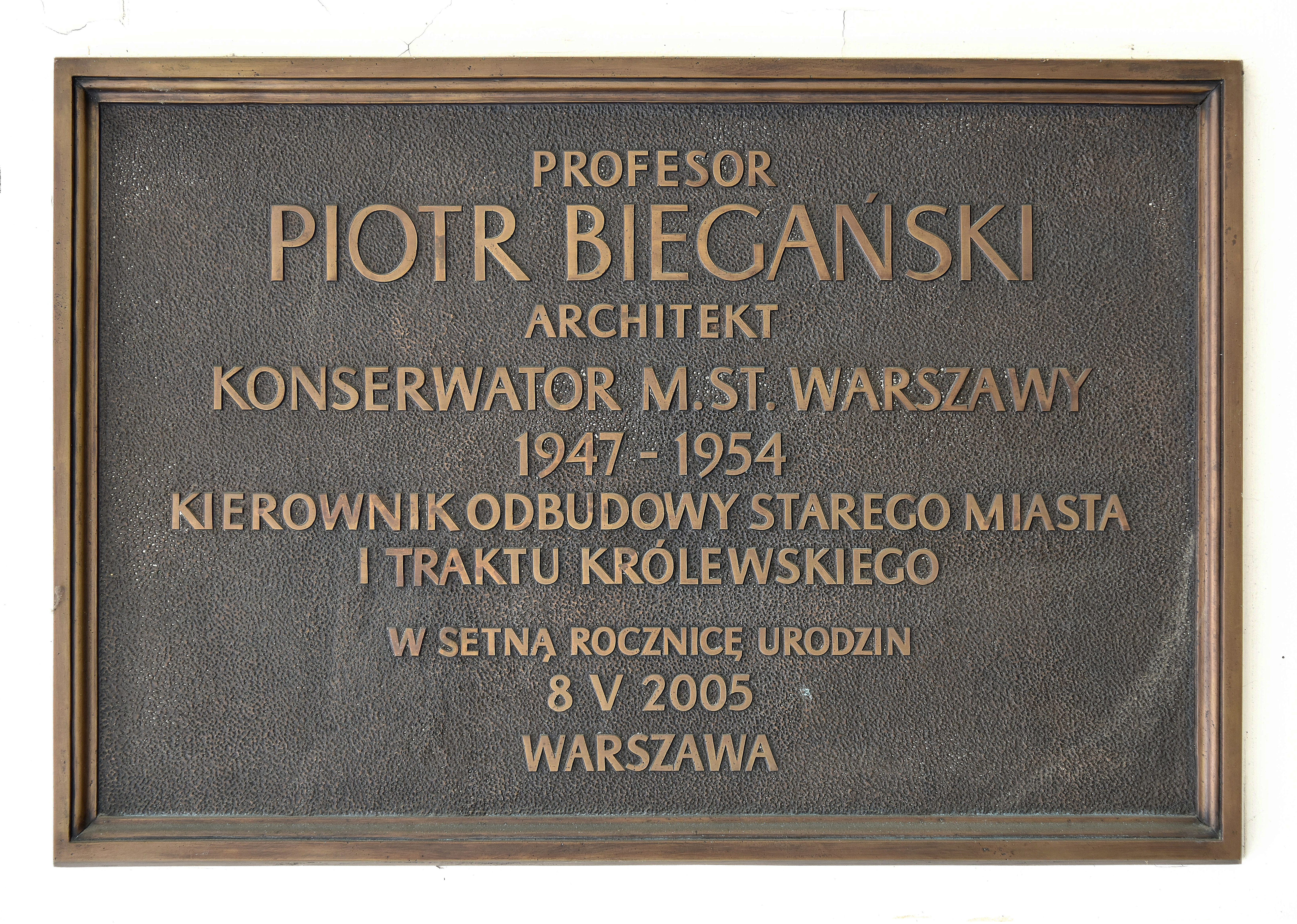
Tablica w Bramie Senatorskiej Zamku Królewskim w Warszawie upamiętniająca Piotra Biegańskiego

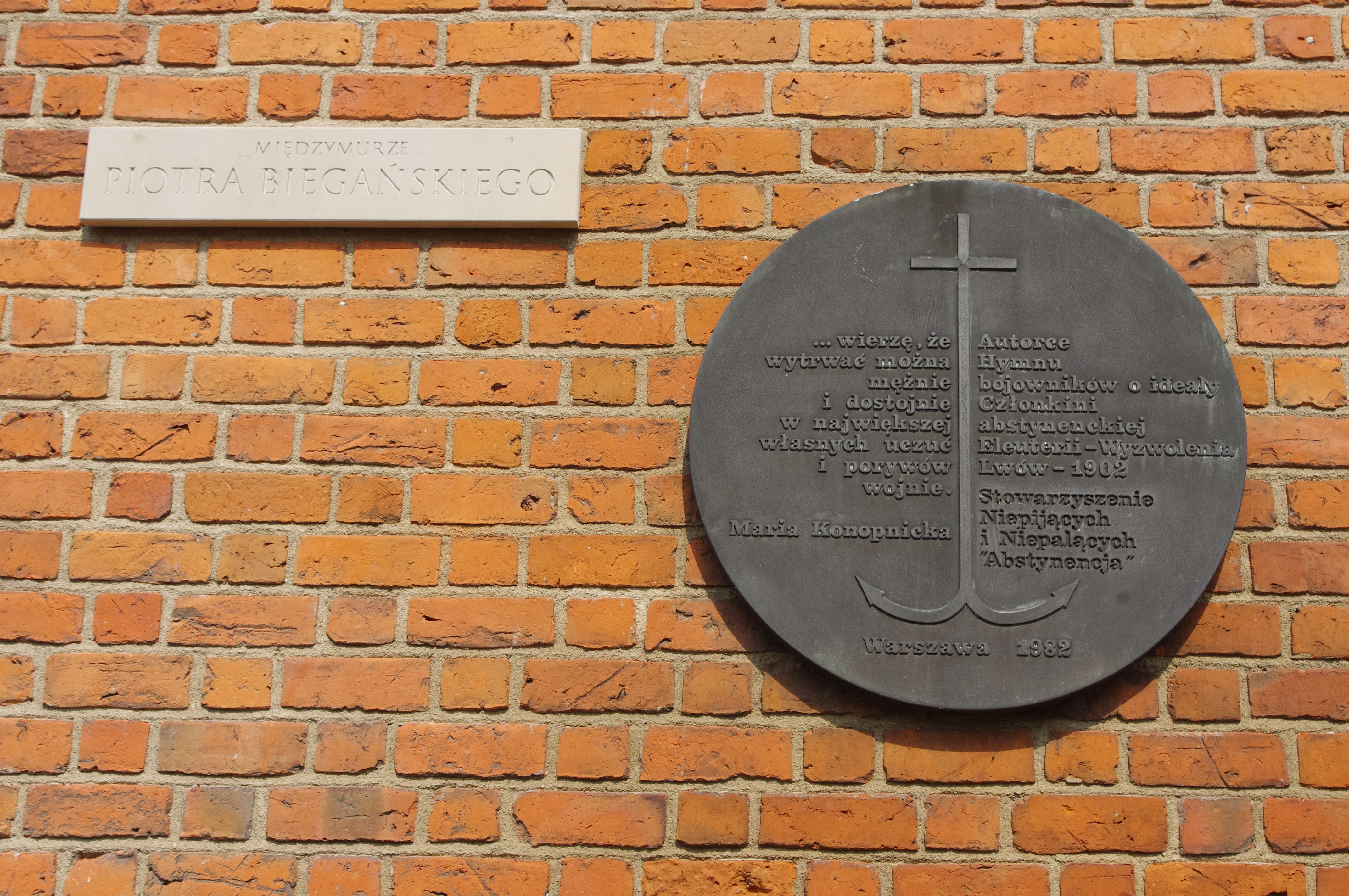
Międzymurze Piotra Biegańskiego i tablica upamiętniająca Marię Konopnicką na murze obronnym w Warszawie

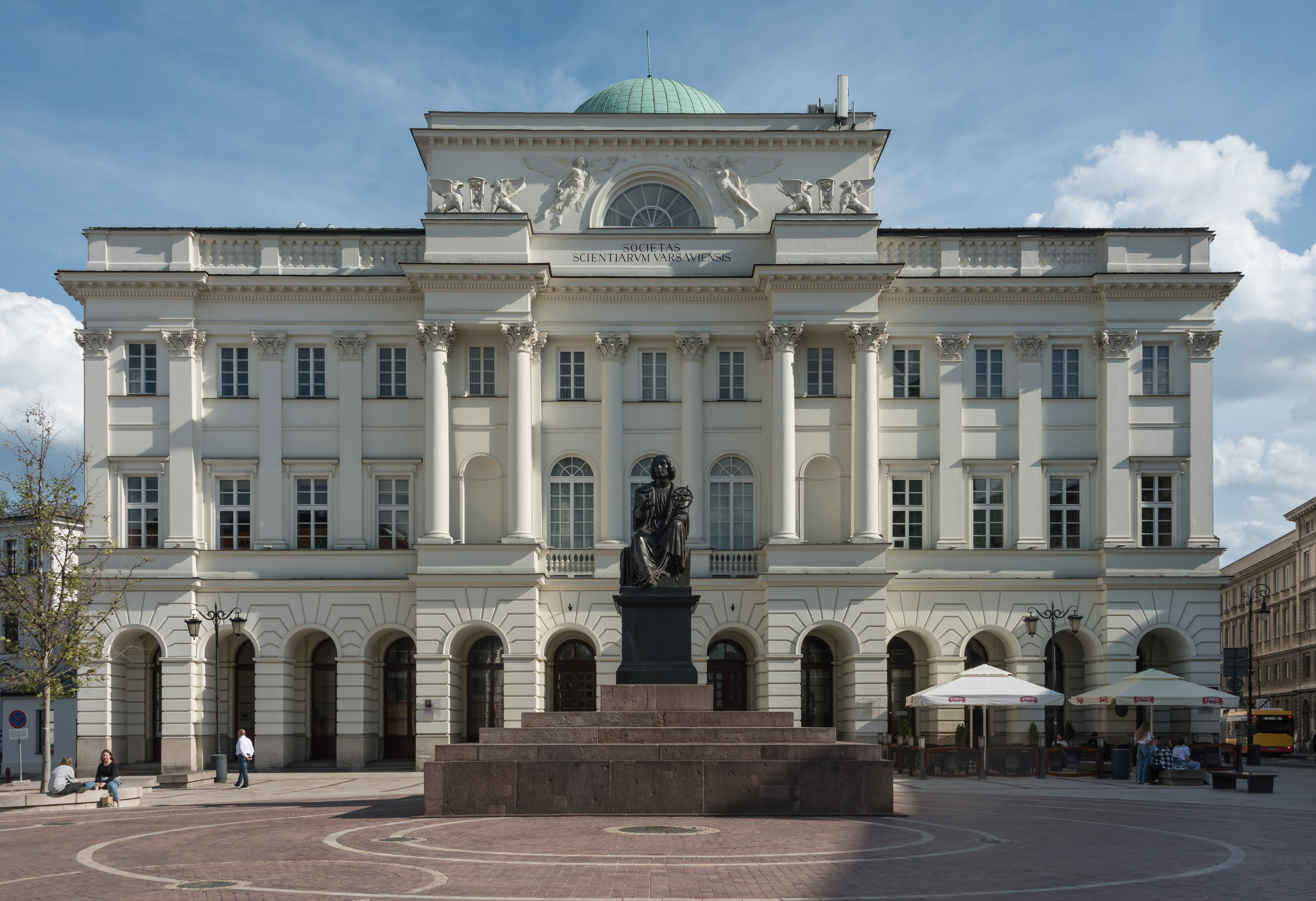
Pałac Staszica w Warszawie

Piotr Biegański (ur. 8 maja 1905 w Rosieniach, zm. 12 stycznia 1986 w Warszawie) – polski architekt, profesor Wydziału Architektury Politechniki Warszawskiej.

## Życiorys
Urodził się 8 maja 1905 w Rosieniach na Kowieńszczyźnie. Był absolwentem Gimnazjum im. Adama Mickiewicza w Warszawie. W 1933 ukończył studia na Wydziale Architektury Politechniki Warszawskiej. W 1937 otrzymał Grand Prix na Wystawie Sztuki i Techniki w Paryżu (dział architektoniczny). 
W czasie okupacji niemieckiej pracował w Wydziale Technicznym Zarządu m. st. Warszawy, zajmując się potajemnie m.in. zabezpieczeniem spalonego podczas obrony Warszawy we wrześniu 1939 gmachu Teatru Wielkiego. Od wiosny 1942 do wybuchu powstania warszawskiego był członkiem Wydziału Legalizacji i Techniki w Oddziale II Komendy Głównej Armii Krajowej i kierownikiem jej pracowni „Grajewski”. Brał udział jako wykładowca w tajnym nauczaniu politechnicznym. Wiosną 1943 obronił rozprawę doktorską i uzyskał stopień doktora nauk technicznych na działającym w konspiracji Wydziale Architektury Politechniki Warszawskiej.
Współtwórca odbudowy Starego i Nowego Miasta w Warszawie i współorganizator Biura Odbudowy Stolicy. W latach 1947–1954 główny konserwator zabytków Warszawy. Autor projektu odbudowy i rozbudowy Pałacu Staszica oraz projektu odbudowy Zamku Ujazdowskiego w Warszawie. Konsultant odbudowy Starego Miasta w Poznaniu. Projektant i kierownik odbudowy zabytków Fromborka i Wiślicy. 
Od 1945 wykładowca Wydziału Architektury Politechniki Warszawskiej (od 1954 profesor nadzwyczajny, a w latach 1960–1964 dziekan tego wydziału). Autor publikacji architektonicznych i urbanistycznych.
Był członkiem wielu rad naukowych w wydawnictwach i na uczelniach, a także m.in. honorowym członkiem Stowarzyszenia Konserwatorów Zabytków, Stowarzyszenia Historyków Sztuki, Towarzystwa Urbanistów Polskich, prezesem Towarzystwa Przyjaźni Polsko-Włoskiej, członkiem ICOMOS. Od 1971 był także członkiem Obywatelskiego Komitetu Odbudowy Zamku Królewskiego w Warszawie.
Zmarł w Warszawie, pochowany na cmentarzu Powązkowskim (kwatera 114-6-14).

## Ordery i odznaczenia
- Krzyż Komandorski Orderu Odrodzenia Polski (1969)[10]
- Krzyż Kawalerski Orderu Odrodzenia Polski (29 października 1947)[11]
- Medal 10-lecia Polski Ludowej (19 stycznia 1955)[12]
- Order Zasługi Republiki Włoskiej (Włochy)

## Nagrody
- Państwowa Nagroda Artystyczna I stopnia (z Janem Zachwatowiczem) w dziale architektury za prace w dziedzinie konserwacji zabytków (1950)[13]
- Nagroda Państwowa II stopnia (zespołowa) za odbudowę, restaurację i konserwację obiektów architektonicznych na Wzgórzu Kopernikowskim we Fromborku (1974)[10]
- Nagroda Miasta Stołecznego Warszawy (1983)
- Honorowa Nagroda SARP (1983)[10]

## Upamiętnienie
- W kwietniu 2011 ciągowi pieszemu położonemu pomiędzy wewnętrznym a zewnętrznym murem obronnym, na odcinku od placu Zamkowego do ulicy Piekarskiej w Warszawie, nadano nazwę Międzymurze Piotra Biegańskiego[14].
- W Bramie Senatorskiej Zamku Królewskiego w Warszawie znajduje się tablica pamiątkowa poświęcona profesorowi